# Delimitativ
Delimitativ (zu lateinisch: delimitare „begrenzen, markieren“) bezeichnet als Fachausdruck der Grammatik eine zeitliche Eingrenzung einer Situation.
Delimitativ begegnet als Bezeichnung für eine Aktionsart von Verben, also eine Bedeutungseigenschaft, die die Art des zeitlichen Verlaufs betrifft. Delimitative Verben bezeichnen einen Vorgang, der auf eine gewisse Zeit eingegrenzt ist, ohne dass allerdings ein genaues Maß für diese Zeitdauer angegeben wird (solche Zeitmaße werden sonst durch Daueradverbiale genauer angegeben).
Ableitungen von Verben, die eine delimitative Bedeutung bezeichnen, gibt es häufig in den slawischen Sprachen, z. B. im Russischen: Das Wort писать (pisat') „schreiben“ hat die delimitative Variante пописать (popisat') „ein bisschen / eine Zeitlang schreiben“. Die delimitative Aktionsart bedingt hier auch einen Übergang in die Kategorie des vollendeten Aspekts (jedoch sind Aspekt und Aktionsart begrifflich zu trennen).